# Courcelles-la-Forêt
Courcelles-la-Forêt ist eine französische Gemeinde mit 403 Einwohnern (Stand: 1. Januar 2022) im Département Sarthe in der Region Pays de la Loire. Sie gehört zum Arrondissement La Flèche und zum Kanton La Flèche (bis 2015: Kanton Malicorne-sur-Sarthe). Die Einwohner werden Courcellais genannt.

## Geographie
Courcelles-la-Forêt liegt etwa 29 Kilometer südsüdwestlich von Le Mans. Umgeben wird Courcelles-la-Forêt von den Nachbargemeinden Mézeray im Norden, La Fontaine-Saint-Martin im Osten, Ligron im Süden, Bousse im Südwesten sowie Malicorne-sur-Sarthe im Westen.

## Bevölkerungsentwicklung
| 1962                      | 1968 | 1975 | 1982 | 1990 | 1999 | 2006 | 2012 | 2018 | 2021 |
| ------------------------- | ---- | ---- | ---- | ---- | ---- | ---- | ---- | ---- | ---- |
| 504                       | 452  | 435  | 381  | 359  | 408  | 423  | 416  | 411  | 409  |
| Quelle: Cassini und INSEE |      |      |      |      |      |      |      |      |      |

## Bauwerke und Sehenswürdigkeiten
- Kirche Saint-Jean aus dem 12. Jahrhundert, Umbauten im 14. Jahrhundert, Monument historique
- Schloss Vadré aus dem 17. Jahrhundert
- Alte Herberge, Haus aus dem 15. Jahrhundert
- Herrenhaus von Baudour aus dem 15. Jahrhundert
- Waschhaus
- Gutshof Les Vieilles-Courcelles mit Taubenturm

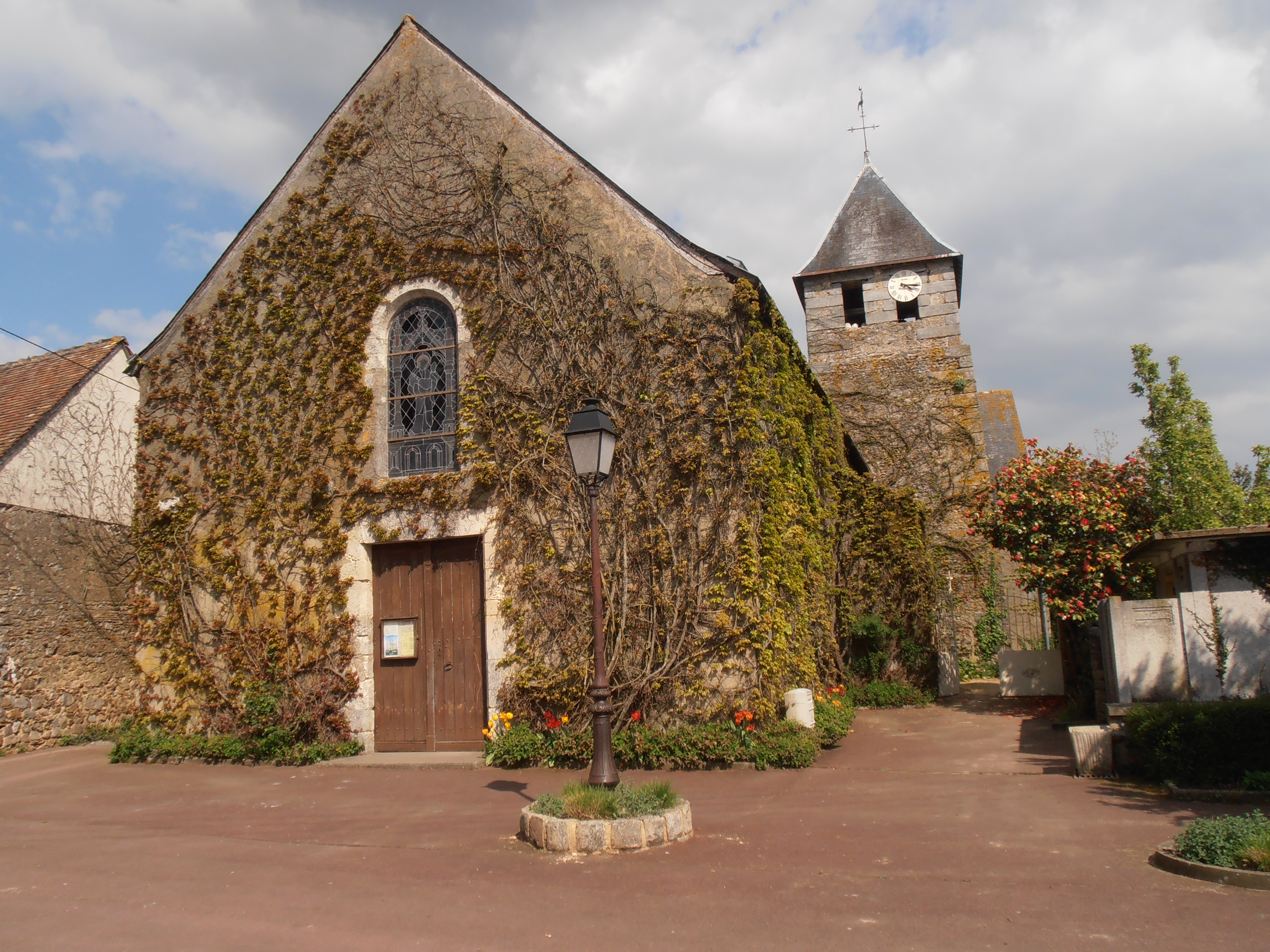
Kirche Saint-Jean
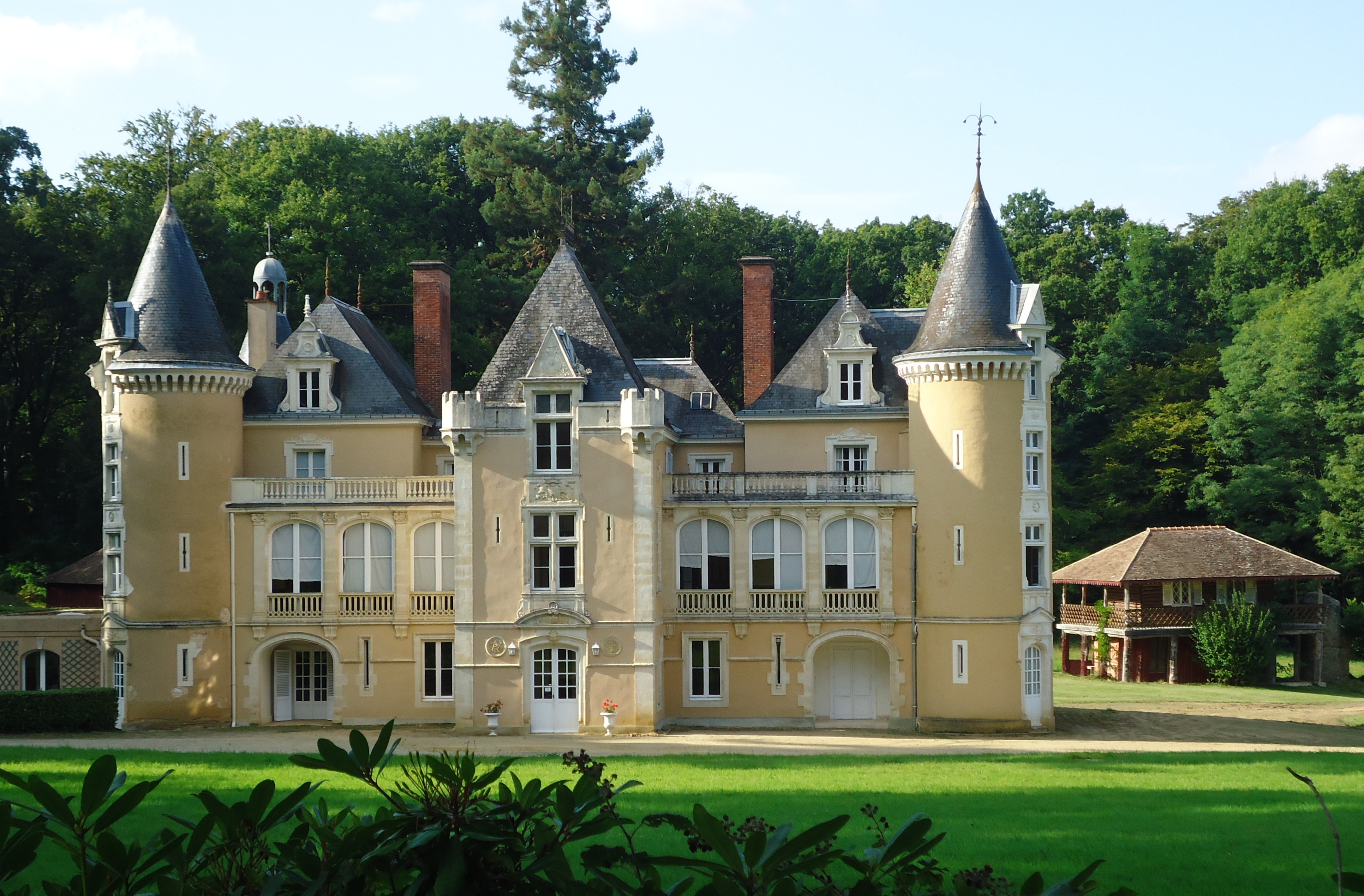
Schloss Vadré
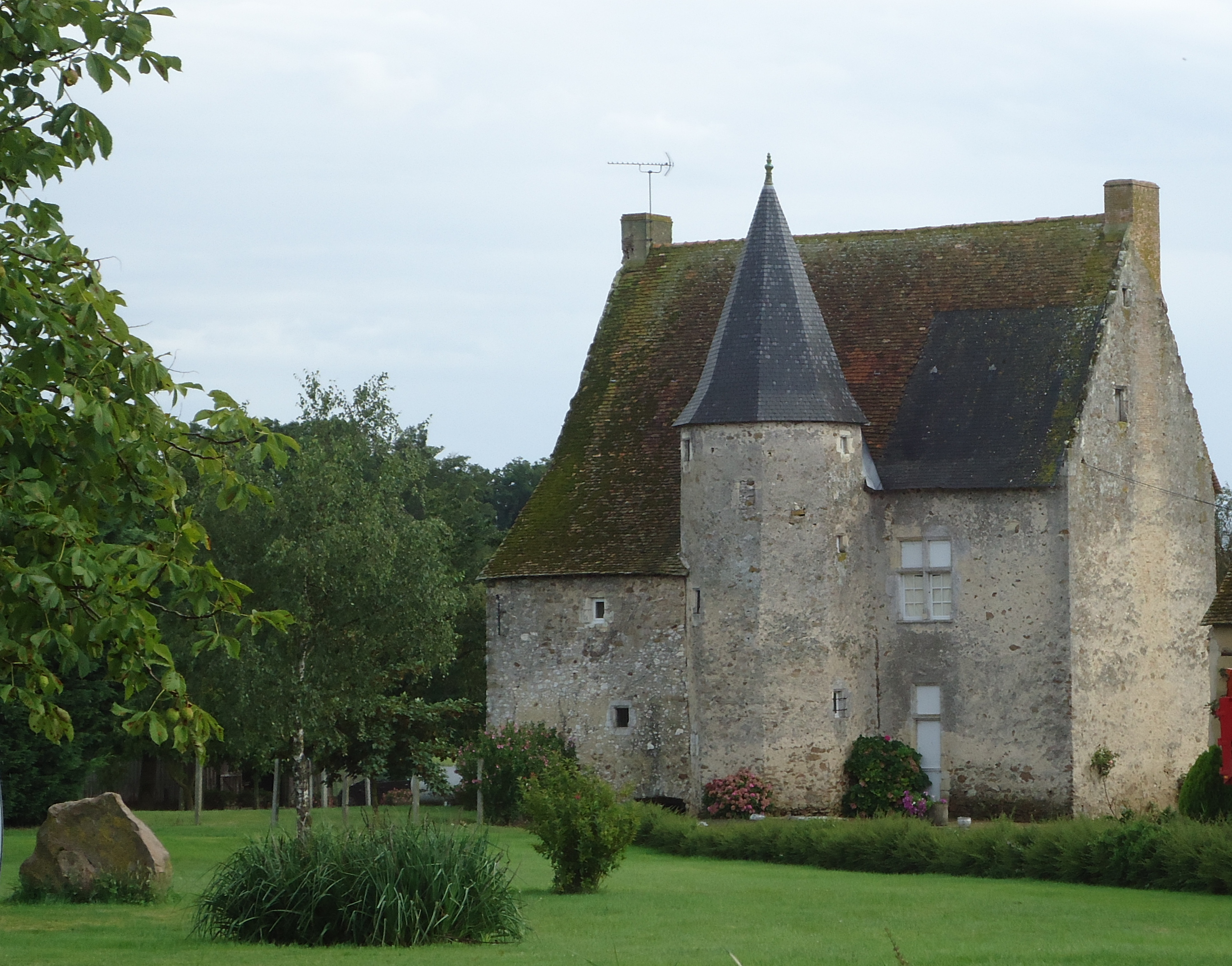
Herrenhaus von Badour
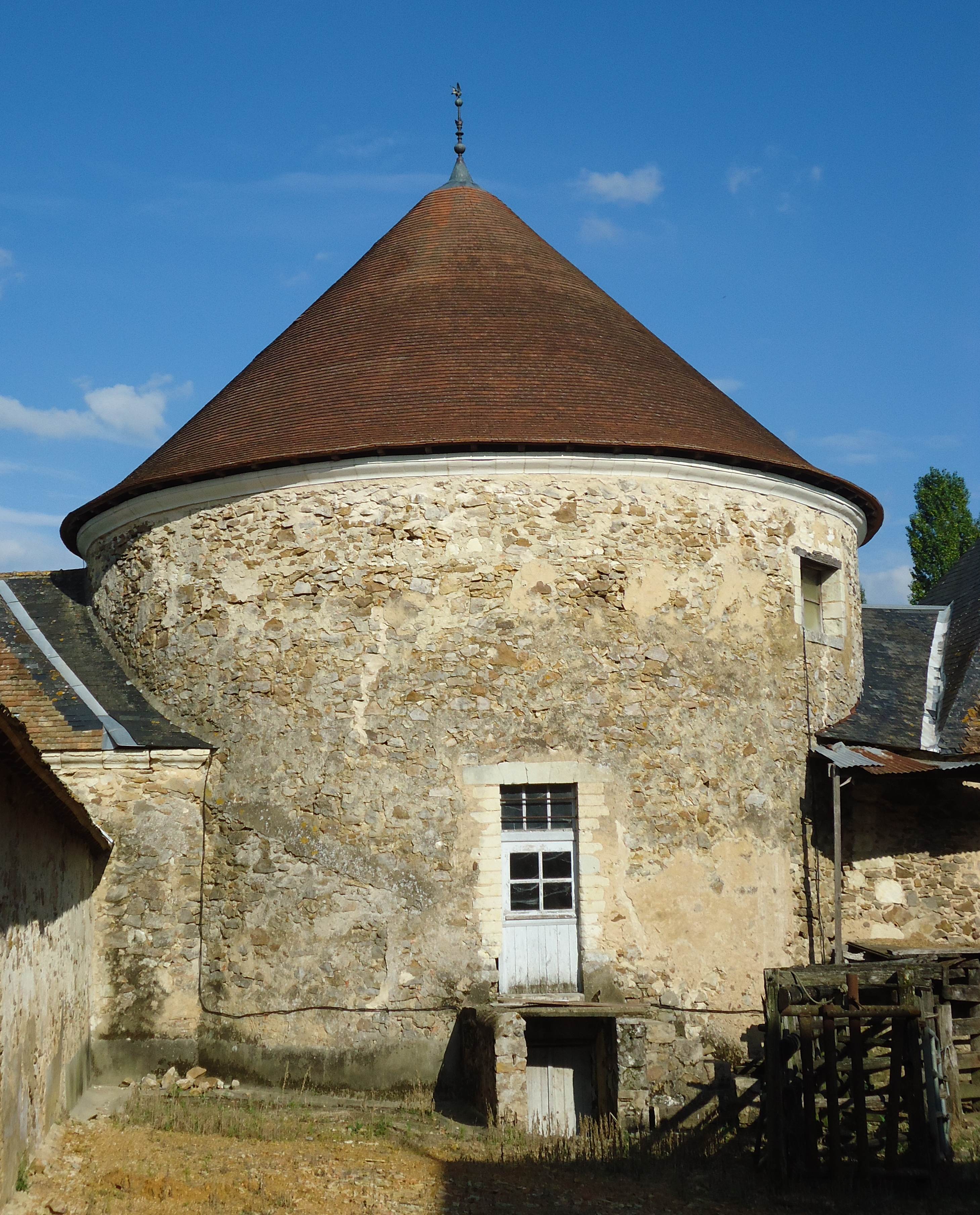
Taubenturm auf dem Gutshof Vieilles-Courcelles